# Anne Charleston
Anne Charleston (Melbourne (Victoria), 30 december 1942) is een van origine Australische actrice. Ze emigreerde in 1992 naar Ierland en verkreeg de Ierse nationaliteit.

## Carrière
Charleston speelde tijdens haar carrière in meerdere Australische televisieseries. De meeste bekendheid kreeg ze door haar rol van Madge Bishop, voorheen Madge Mitchell uit de soapserie Neighbours, waarin ze vanaf 1986 begon te spelen. In 1992 verliet ze de serie en emigreerde naar Ierland. In 1996 maakte ze een terugkeer om de serie in 2001 definitief te verlaten. In 2006 ging ze spelen in de Britse soapserie Emmerdale die uitgezonden wordt op ITV. Ze vertolkte de rol van Lily Butterfield en bleef de rol drie jaar spelen tot ze in 2009 uit de serie geschreven werd.
- International Standard Name Identifier: 0000 0000 6465 2906
- Virtual International Authority File: 93845847